# José García Otero
José García Otero (San Fernando (Cadis), 1795 - Vigo, 9 d'agost de 1856) fou un enginyer espanyol, acadèmic fundador de la Reial Acadèmia de Ciències Exactes, Físiques i Naturals.

## Biografia
El 1811 ingressà a l'Acadèmia Militar de San Fernando, on el 1814 es va graduar com a tinent del cos d'enginyers. Durant la guerra del francès participà en la defensa d'isla de León. El 1816 ascendí a capità, i el 1823 fou nomenat professor de geometria i matemàtiques de l'Acadèmia d'Enginyers. El mateix any participà en la defensa de San Fernando contra els Cent Mil Fills de Sant Lluís, raó per la qual de 1825 a 1828 va romandre postergat per les seves idees liberals. El 1827 fou acadèmic d'arquitectura de la Reial Acadèmia de Belles Arts de Sant Ferran. El 1834 fou nomenat professor de geometria de l'Escola Especial d'Enginyers de Camins i 1845 fou nomenat inspector general del Cos d'Enginers.
El 1847 la reina Isabel II d'Espanya el nomenà acadèmic fundador de la Reial Acadèmia de Ciències Exactes, Físiques i Naturals. El 1851 fou nomenat Director General d'Obres Públiques i director de les obres de construcció del Canal d'Isabel II. Entre altres condecoracions, fou comanador de l'Orde de Carles III i Gran Creu de l'Orde d'Isabel la Catòlica.